# Paraisópolis (ort)
Paraisópolis är en ort i Brasilien.   Den ligger i kommunen Paraisópolis och delstaten Minas Gerais, i den sydöstra delen av landet, 800 km söder om huvudstaden Brasília. Paraisópolis ligger 931 meter över havet och antalet invånare är 13 563.
Terrängen runt Paraisópolis är kuperad söderut, men norrut är den platt. Paraisópolis är det största samhället i trakten. 
Omgivningarna runt Paraisópolis är huvudsakligen savann. Runt Paraisópolis är det ganska glesbefolkat, med 26 invånare per kvadratkilometer.